# 若久通り
若久通り（、ローマ字表記: Wakahisa Dōri）は、福岡県福岡市南区の野間で大池通りから分岐し、花畑の福岡外環状道路に至るまでの福岡県道602号後野福岡線・市道野間屋形原線に付けられた福岡市道路愛称。従来の県道602号線は急速な市街化によって渋滞を招き、対策として若久交差点から西に新たに整備する片側2車線の野間屋形原線を分岐した。
コブシが街路樹として整備されており、ウォーキングコースとしても親しまれている。

## 路線概要
- 全長 - 2.9km
- 幅員 - 25m
- 交通量 - 20,536台[2]

## 周辺
- 若久住吉神社
- めぐり坂池
- 御畠山公園

## 通過する自治体
- 福岡県
  - 福岡市
    - 南区

## 接続する主な通り
- 大池通り
- 平成外環通り